# کماسی (گرگان)
کوماسی، روستایی است از توابع بخش بهاران شهرستان گرگان در استان گلستان ایران.

## جمعیت
این روستا در دهستان استرآباد شمالی  قرار دارد و براساس سرشماری سال ۱۳۸۵جمعیت آن ۱٬۸۲۵ نفر (۴۱۶ خانوار) بوده است.